# Крупнейшие рукотворные неядерные взрывы
С момента изобретения бризантных взрывчатых веществ произошло несколько чрезвычайно крупных взрывов, многие в результате случайностей. В данный список сведены самые мощные известные взрывы, не являющиеся ядерными или термоядерными. События отсортированы по датам, так как составление списка по мощности затруднено (согласно исследованию 1994 года 130 крупнейших взрывов).

## После 2001
- 18 сентября 2024 — взрыв 107-го арсенала ГРАУ в городе Торопец. Зафиксировано землетрясение магнитудой 2,8 балла.
- 4 августа 2020 — взрыв в порту Бейрута, 2750 тонн селитры, магнитуда — 3,3 по шкале Рихтера. (2020-08-04 15:08:18 (UTC) 33,901°N 35,519°E)[3]

- 12 августа 2015 — взрывы на складе химических веществ в городе Тяньцзинь, Китай; два взрыва имели эквивалент 3 и 21 тонны тротила. Погибло 173 человека.
- 22 декабря 2009 — промышленный взрыв с целью создания плотины Камбаратинской ГЭС-2 в Киргизии, 2916 т. ВВ[4].
- 23 октября 2009 — взрыв на НПЗ[англ.] в Баямоне, Пуэрто-Рико.
- 30 января 2007 — авария при запуске номер 24 (NSS-8#Авария ракеты-носителя) по программе «Морской старт». Взрыв ракеты-носителя «Зенит-3SL».
- 11 декабря 2005 — Взрыв нефтехранилища[англ.] в Банфилде (Великобритания).
- 3 ноября 2004 — Взрыв на складе с пиротехникой в Дании[англ.]. Погиб 1 человек, 24 пострадали.
- 22 апреля 2004 — Взрыв на станции Йончон (2004)[англ.] (Северная Корея). Точные обстоятельства взрыва неизвестны. Взрыв, предположительно, произошёл из-за столкновения железнодорожных вагонов со строительной взрывчаткой и нефтяных цистерн. Погибли 154 человека, 1300 пострадали[5][6].
- 21 сентября 2001 — взрыв на заводе AZF, 300 тонн селитры.

## 1946—2000
- 13 мая 2000 — Взрыв на складе фейерверков в Энсхеде.
- 4 июня 1989 — железнодорожная катастрофа под Уфой, СССР. В момент прохождения двух пассажирских поездов произошёл мощный взрыв неограниченного облака широких фракций лёгких углеводородов, образовавшегося в результате аварии на проходящем рядом с железной дорогой трубопроводе «Сибирь—Урал—Поволжье». Погибли 575 человек.
- 4 октября 1988 — взрыв на станции Свердловск-Сортировочный при столкновении двух составов, один из которых перевозил взрывчатые вещества (46,8 тонн тротила, 40 тонн гексогена).
- 4 июня 1988 — взрыв поезда в Арзамасе. Сдетонировали 3 вагона, суммарно перевозившие 121 тонну гексогена, предназначенного для горных предприятий. Во время взрыва поезд следовал через железнодорожный переезд в городе Арзамас.
- 4 мая 1988 — техногенная катастрофа на заводе PEPCON.
- 27 июня 1985 — Minor Scale[англ.] и Misty Picture[англ.].
- 17 мая 1984 — взрыв на военной базе в Североморске[7].
- 6 декабря 1978 — взрыв двух вагонов со взрывчаткой (по 58 тонн) в Куровском.
- 3 июля 1969 — взрыв при втором запуске ракеты-носителя Н1 на космодроме Байконур, СССР. Авария из-за ненормальной работы двигателя № 8 блока А и выключения всех двигателей на 23-й секунде полета. Носитель упал на место старта. В результате крупнейшего в истории ракетостроения взрыва один стартовый стол был полностью разрушен, а второй — серьёзно повреждён.
- 21 октября 1966 — промышленный взрыв при строительстве плотины Медео около Алма-Аты.

- февраль 1965 —   Моделирование атомного взрыва («500 тонн тротила»). Моделирование атомного взрыва в тесте «Sailor Hat», проведённом ВМС США. Взрыв 500 тонн тротила. Место — остров Кахоолаве, Гавайи.

- 24 октября 1960 — катастрофа на космодроме Байконур («Катастрофа Неделина»). Несанкционированный запуск второй ступени ракеты Р-16 во время подготовки к пуску привёл к разрушению топливных баков первой ступени ракеты и взрыву топлива (НДМГ).

- 19 декабря 1947 — взрыв в бухте Нагаева парохода «Генерал Ватутин», на котором находилось 3 313 т взрывчатых веществ, уничтоживший два парохода и большинство построек порта, причинивший повреждения большей части города Магадана. Погибло 90 человек, причинён ущерб в сумме 116 млн рублей[8][9][10].
- 16 апреля 1947 — Взрыв в Техас-Сити. Взрыв до 2300 тонн аммонийной селитры и последующие пожары и взрывы убили как минимум 581 человек.

- 18 апреля 1947 — британские инженеры произвели взрыв на острове Гельголанд. Целью взрыва являлось уничтожение немецких бункеров и сооружений. Подорвано около 4000 торпедных боеголовок, 9000 глубинных бомб, 91 000 снарядов разных калибров — в общей сложности 6700 тонн взрывчатки. Оценка энерговыделения в тротиловом эквиваленте — 3,2 кт ТНТ. Внесён в Книгу рекордов Гиннесса как крупнейшая детонация взрывчатки. В 1985 году рекорд был побит в эксперименте Minor Scale[англ.].
- 24 июля 1946 — Во время погрузки аммонала в Находке произошёл взрыв парохода «Дальстрой». Энерговыделение — 400 тонн в тротиловом эквиваленте. Погибло 105 человек.

### Вторая мировая война
- 7 апреля 1945 — взрыв линкора «Ямато». Детонация погребов главного калибра (500 т взрывчатки). См. Последний поход «Ямато».
- 13 декабря 1944 — взрыв авианосца «Унрю», перевозившего вооружения, в результате атаки американской подводной лодки.
- 10 ноября 1944 — взрыв транспортного корабля «USS Mount Hood (AE-11)», перевозившего боеприпасы.

- 17 июля 1944 — Взрыв в Порт-Чикаго (США) при погрузке боеприпасов на транспортное судно. Взрыв пароходов «И. Э. Брайан» и «Квинолт». Около 2 кт.

- 19 июня 1944 — взрыв авианосца «Сёкаку», потоплен в Битве при Марианских островах. Детонация авиационного бензина.

- 14 апреля 1944 — Взрыв парохода «Форт Стайкин», Бомбей — 1400 тонн взрывчатки, погибло около 800 человек.

- 24 ноября 1943 — взрыв эскортного авианосца USS Liscome Bay (CVE-56). В результате попадания торпеды, выпущенной японской подлодкой I-175, сдетонировал бомбовый склад.

- 8 июня 1943 — взрыв погребов кормовых башен линкора Муцу. Более тысячи погибших.

- 25 ноября 1941 — линкор HMS Barham был атакован немецкой подводной лодкой U-331. После попадания 3 торпед линкор перевернулся и произошёл взрыв в артиллерийских погребах главного калибра.
- 24 мая 1941 — линейный крейсер HMS Hood (51) — взрыв артиллерийских погребов главного калибра в результате залпа с линкора «Бисмарк».
- 13 сентября 1939 — взрыв французского крейсера «Pluton» в порту Касабланка (Французское Марокко). Корабль разгружал морские мины. Убито 186 человек, уничтожено 3 траулера, повреждено ещё 9.

### 1918—1939
- 16 июля 1936 года — взрыв на Коркинском угольном разрезе при вскрышных работах. Сопровождался эвакуацией города. Мощность составила 1860 тонн в тротиловом эквиваленте. Поднято более 1 млн кубометров грунта.
- 21 сентября 1921 года произошёл взрыв на химическом заводе в Оппау, повлёкший массовые жертвы и значительные разрушения.

### Первая мировая война
- 6 декабря 1917 — Взрыв в канадском порту Галифакс французского парохода «Монблан» — 2300 т пикриновой кислоты (мелинит), 200 т тротила, 10 т пироксилина, 35 т бензола в бочках. Погибло около 2000 человек, примерно столько же пропало без вести.
- 7 июня 1917 — Мессинская битва — взрыв 19 огромных мин, подведённых под немецкие позиции и суммарно содержавших более 455 тонн аммонийных взрывчатых веществ. По оценкам, погибло около 6000 человек.

- 13 января 1917 года — взрывы пароходов «Семен Челюскин» и «Байропия» и портовых складов в архангельском порту Экономия. Погибло около 300 человек[11].

- 17 октября 1916 — взрыв парохода «Барон Дризен» в районе Бакарица архангельского порта в результате диверсии. Взорвалось около 1600 тонн взрывчатых веществ, погибло более 600 человек[12][13].

- 30 июля 1916 — В результате диверсии[англ.] на острове Блэк-Том (Джерси-Сити, Нью-Джерси) сдетонировали 910 тонн боеприпасов на берегу и ещё 45 тонн на пришвартованной у причала, погибло 7 человек, около 100 пострадали[14].

- 31 мая 1916 — в Ютландском сражении — в результате взрыва артпогребов при попадании немецких снарядов затонуло 3 британских линейных крейсера: «Индефатигабл» (1015 погибших), «Куин Мери» (1262 погибших), «Инвинсибл» (1026 погибших).

- 7 марта 1913 — Alum Chine — взрыв уэльского грузового корабля[англ.], перевозившего 343 тонны динамита для использования в постройке Панамского канала.